# باتیندا
باتیندا
شهر باتیندا (به انگلیسی: Bathinda) با جمعیت ۲۶۹٫۵۲۰ نفر در ایالت پنجاب در کشور هند واقع شده‌است.